# Las novelas de D'Artagnan

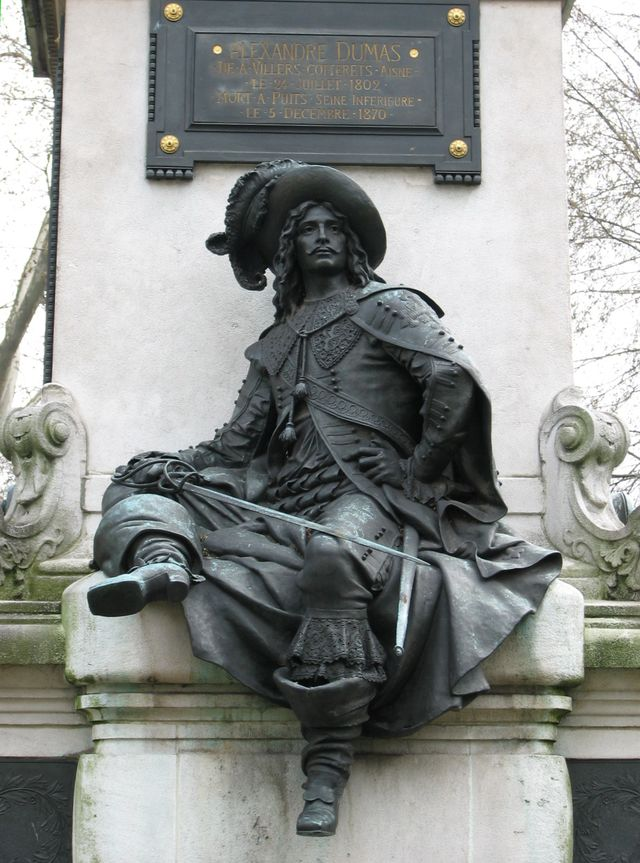
Escultura de D'Artagnan de Gustave Doré.

Se conoce como Las novelas de D'artagnan a la trilogía compuesta por Los tres mosqueteros (1844), primera y más popular de las tres obras, en la que se nos presenta a los hoy en día famosos Athos, Porthos, Aramis y D'Artagnan; Veinte años después (1845), que narra las aventuras de los mosqueteros dos décadas después de la primera novela; y El Vizconde de Bragelonne (1847), centrada en la triste historia de amor no correspondido entre el hijo de Athos y su amiga de la infancia.
Alexandre Dumas escribió esta extensísima trilogía durante solo seis años, y lo hizo mientras publicaba otras muchas novelas por entregas (prácticamente toda su obra se hizo pública de este modo), como La reina Margot, El caballero de Maison-Rouge o José Bálsamo (también conocido como Memorias de un médico). Podría decirse que Dumas fue uno de los autores más fecundos de la historia de la literatura, escribiendo a lo largo de su vida muchas obras extensas y, para la mayor parte de los lectores, entretenidas. 
A lo largo de la trilogía, el lector se topa con una evolución más que asombrosa en el carácter de los personajes. En cada uno de los libros, su modo de pensar y de actuar se corresponde perfectamente con su edad y con sus experiencias vitales, lo que conduce a una pérdida de frescura y un alejamiento del género de aventura a medida que los protagonistas envejecen. De hecho, "El Vizconde de Bragelonne" es toda una oda al desengaño y a la frustración.